# Sítina žabí
Sítina žabí (Juncus bufonius) je nízká, vlhkomilná rostlina, jeden z mnoha druhů rodu sítina. Je rozšířena v celé Evropě a východním směrem její výskyt pokračuje přes Rusko a Střední Asii až Bajkalskému jezeru, místy překračuje i severní polární kruh. Mimo to roste ostrůvkovitě na Dálném východě a v jihozápadní Asii. Na americkém kontinentu roste v souvislém pásu na jihu Kanady a na severu Spojených států a nespojitě v Střední a Jižní Americe, stejně jako v severní a střední Africe. Zanesena byla na Nový Zéland a Pacifické ostrovy.

## Ekologie
V přírodě České republiky, kde je původním druhem, se vyskytuje hojně, roste od nížin až do podhůří. Nejčastější je na vlhkých až mokrých, kyselých, písčitých, hlinitojílovitých nebo jílovitých půdách. Protože je poměrně nízká, vyhledává nezapojená místa na zamokřených loukách či polích, u mokrých cest, na březích vodních nádrží nebo odvodňovacích struh, na okrajích rašelinišť i obnažených rybničních dnech.
Svůj vývoj sítina žabí přizpůsobuje stanovištím, na kterém roste. Na místech trvale vlhkých vytrvává až do podzimu a vytváří stále nové a nové květonosné lodyhy a kvete od června do října. Na místech jen krátkodobě zamokřených se chová jako efemérní rostlina, v době vlhka vyklíčí a vykvete, s příchodem sucha uzraje a uschne, na opětovně zatopeném stanovišti může mít ve stejném roce i druhou generaci. S nástupem prvých mrazů umírá.

## Popis

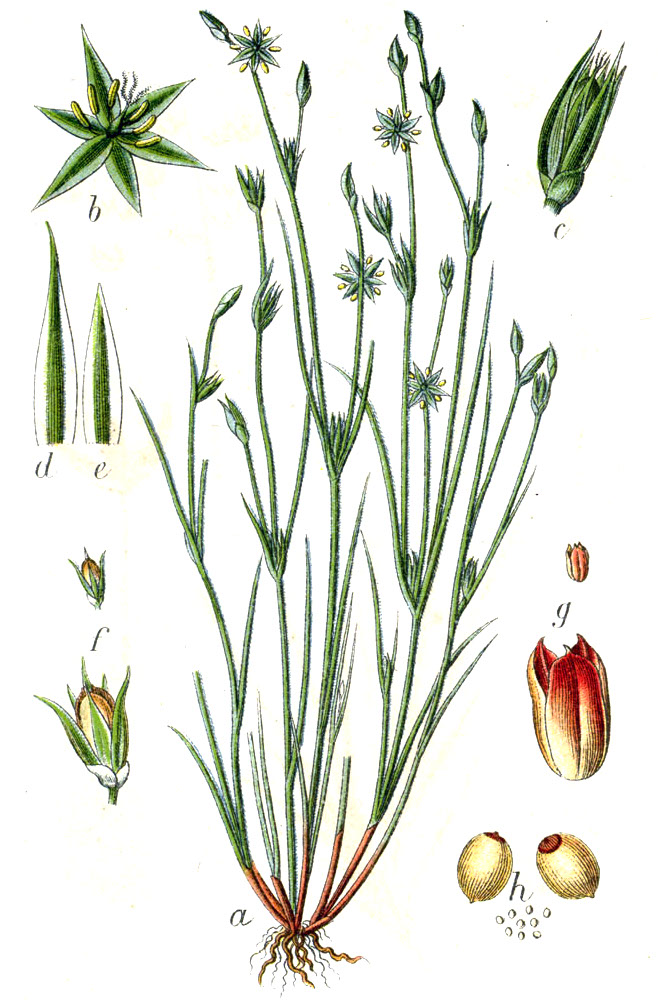
Nákres sítiny žabí

Jednoletá bylina rostoucí v dosti hustých trsech, jejíž nejvyšší lodyhy nedosahují výše než 30 cm. Lodyhy jsou tenké až niťovité, vzpřímené nebo vystoupavé, olistěné a na bázi bývají červenohnědé. Listy na lodyhách, mohou být dlouhé až 12 cm a široké 1,5 mm, jsou úzké, čárkovité, na okrajích slabě podvinuté a pochvy mají bez oušek.
Asi od poloviny výšky se lodyhy větví v kružel dlouhých, většinou přímých větví. Na nich vyrůstají od sebe vzdálené květy, které jsou jednotlivé nebo ve svazečcích po dvou až třech. Květenství je podepřeno dlouhým, čárkovitým listenem podobným listům a květy listeny krátkými a vejčitými. Šest okvětních plátků roste ve dvou kruzích, jsou žlutozelené, blanitě lemované, úzce vejčité a špičaté, tři vnější jsou delší než vnitřní. Také ve dvou kruzích je šest tyčinek a uprostřed nich semeník s přisedlou bliznou. Často dochází k samoopylení, aniž by se otvíraly kleistogamické květy.
Plody jsou zašpičatělé, trojpouzdré tobolky kratší než vnitřní okvětní lístky. Obsahují drobná, elipsoidní semena, s jejichž pomocí se sítina žabí rozšiřuje. Na vlhkém stanovišti může zakořenit i adventními kořeny z polehlé lodyhy.

## Taxonomie
Následkem rozlišných stanovišť je extrémně variabilním druhem. Je nejrozšířenějším v celém komplexu morfologicky blízkých druhů Juncus bufonius agg., který bývá někdy označován jako Juncus bufonius s. l..

## Význam
Sítina žabí je i přes téměř globální rozšíření hospodářský bezvýznamnou bylinou a někdy je hodnocena jako plevel. Obvykle však příliš neškodí, vyskytuje se hlavně na podmáčených a písčitých místech, která nejsou pro pěstování užitkových rostlin vhodná.